# Bernardino Maffei
Bernardino Maffei (Roma, 27 gennaio 1514 – Roma, 16 luglio 1553) è stato un cardinale e arcivescovo cattolico italiano.
Arcivescovo di Chieti, fu anche un umanista ed esperto di numismatica: è autore di un Commentarium ad Ciceronis epistolas e del trattato De inscriptionibus et imaginibus veterum numismatum.

## Biografia
Secondo degli otto figli di Girolamo Maffei ed Antonia Mattei, nacque nel 1514 (a Bergamo, o forse a Roma) da una famiglia di antica nobiltà che diede numerosi cardinali alla Chiesa cattolica: furono elevati alla porpora anche il fratello minore di Bernardino, Marcantonio, e suo nipote Orazio; fu zio anche dei cardinali Marcello Lante e Gregorio Naro.
Studiò diritto presso l'Università di Padova e divenne Canonico del capitolo della basilica di San Pietro, a Roma: fu scelto come segretario personale dal cardinale Alessandro Farnese il giovane.
Il 22 aprile 1547 venne nominato vescovo di Massa Marittima da Paolo III, che lo creò anche cardinale presbitero del titolo di San Ciriaco alle Terme nel concistoro dell'8 aprile 1549: in questa veste, partecipò al conclave del 1550, quello da cui uscì eletto papa Giulio III.
Intanto, il 7 giugno 1549, era stato trasferito alla sede episcopale di Caserta e poi a quella metropolitana di Chieti il 9 novembre 1549: il 14 luglio 1553 lasciò il governo della diocesi a suo fratello Marcantonio e venne inviato da Giulio III come Cardinal legato nel ducato di Parma e Piacenza.
Morì poco tempo dopo a Roma e venne sepolto nel sepolcro di famiglia nella chiesa di Santa Maria sopra Minerva.

## Genealogia episcopale e successione apostolica
La genealogia episcopale è:
- Cardinale Girolamo Grimaldi
- Arcivescovo Martinho de Portugal
- Arcivescovo Alfonso Oliva, O.E.S.A.
- Vescovo Girolamo Maccabei
- Vescovo Giovanni Giacomo Barba, O.E.S.A.
- Cardinale Bernardino Maffei

La successione apostolica è:
- Vescovo Sebastiano Gualterio (1551)
- Vescovo Daniele Vocazio, O.F.M. (1552)